# 내부 전환
내부 전환(Internal conversion)은 원자핵에서 방출된 감마선이 가장 강하게 결합되어 있는 전자 중 하나에 광전자적으로 흡수되어 전자가 원자로부터 방출되는 방사성 감쇠 과정이다. 내부전환에 의해 전자가 방출된 후 빈 공간은 다른 껍질의 전자에 의해 채워지며, 그 과정에서 발생하는 에너지 차이는 하나 이상의 X선 혹은 오제 전자(Auger electron)를 방출한다.
내부전환은 원자핵 준위간의 에너지 차이가 작을 경우 선호되는 방식이며, 또한 0+ -> 0+, 즉 E0 전이에 대한 유일한 안정화(de-excitation) 과정이다. 또한 처음 및 마지막 스핀 상태가 같으면서, 처음 및 마지막 스핀 상태가 0이 아닌 경우에 대한 다중극성 규칙이 감마선 방출을 금하지 않을 경우의 안정화에 특히 지배적인 방식이다.
내부전환이 발생하는 경향은 내부전환계수에 의해 결정된다. 내부전환계수는 감마선방출에 의해 안정화 되는 경우에 대해 전자방출에 의해 안정화 되는 경우의 비율이며, 실험적으로 구해진다.

## 같이 보기
- 내부전환계수